# Preludi (Tubin)
Preludi (en estonià Prelüüd), ETW 54, és una peça per a piano i violí escrita per Eduard Tubin el 1944. Té una durada aproximada de 5 minuts.

## Origen i context
El 20 de setembre de 1944, a només dos dies de la captura de Tallinn per part de l'Exèrcit Roig, la família Tubin, juntament amb una part significativa de l'elit cultural estoniana, va pujar a un vaixell per escapar de la ciutat, que ja començava a incendiar-se. Entre les refugiades del campament es trobava la jove violinista Zelia Aumere, una antiga nena prodigi, a qui Tubin va dedicar diverses de les seves obres més conegudes. La seva primera composició a Suècia, segons el mateix Tubin, va ser aquest Preludi, creat a petició d'Aumere. Està datada a Saltsjöbaden, 10 de desembre de 1944, i va ser interpretada per primer cop en un concert íntim en una petita sala a Estocolm el 17 de desembre de 1944, amb Aumere i Olav Roots al piano. La seva primera interpretació pública va tenir lloc a la Sala de Concerts d'Estocolm, amb els mateixos protagonistes el 25 de setembre de 1945.
La peça va ser impresa per Körlings Förlag a Estocolm el 1951. El contacte amb l'editor Körling fa que publiqui la seva obra durant els anys posteriors i, fins i tot, li aconsegueix un modest apartament per a ell i la seva família en un barri perifèric d'Estocolm.
És una de les peces per a violí més belles i emotives de Tubin, amb una coloració impressionista i un lirisme que recorden la cançó solista Nit d’estiu, també escrita el 1944, amb lletra de Henrik Visnapuu.
A aquesta peça va seguir Capriccio núm. 2, encara més curta i també composta a petició d'Aumere, estrenada a la Sala Petita de la Sala de Concerts d'Estocolm el 25 de setembre de 1945.